# Яблунька (притока Стрию)
Я́блунька — річка в Україні, в межах Самбірського району Львівської області. Ліва притока Стрию (басейн Дністра).

## Опис
Довжина 23 км, площа басейну 141 км². Яблунька — типово гірська річка. Дно кам'янисте, течія швидка. Нерідко бувають паводки. 
Майже по всій своїй довжині Яблунька протікає через населені пункти, в тому числі через місто Турку. Це вкрай негативно впливає на екологічний стан річки.

## Розташування
Річка бере початок на північно-західній околиці села Верхня Яблунька. У верхній течії річка тече територією Надсянського регіонального парку. Спочатку Яблунька тече з північного заходу на південний схід, в середній течії повертає під прямим кутом і аж до гирла тече в північно-східному напрямку. 
Протікає через такі села: Верхня Яблунька, Нижня Яблунька, а також місто Турка. Впадає у Стрий на північний схід від Турки. 
Основні притоки: Літмир (ліва); Писана (права).

## Фотографії

Впадіння в Яблуньку притоки Літмир
Яблунька: в центрі міста Турки